# Amegilla canifronoides
Amegilla canifronoides es una especie de abeja excavadora perteneciente al género Amegilla, categorizada en la tribu Anthophorini, de la subfamilia Apinae. Fue descrita científicamente por el entomólogo británico Stephen John Brook en 1988.
Longitud de las alas anteriores de aproximadamente 9 mm, cara oscura, con pelaje predominantemente negro. Se ha encontrado a 600 m s. n. m.

## Distribución
Se distribuye por África, en Cabo Verde, en la isla Brava.